# Die Dame und der Cowboy
Die Dame und der Cowboy ist ein US-amerikanischer Western aus dem Jahr 1947 von Lesley Selander mit Gene Autry und Lynne Roberts in den Hauptrollen. Der Film wurde von Republic Pictures produziert.

## Handlung
Als der Postbote Mike die Post auf Gene Autrys Ranch bringt, erhält einer von Genes Männern als ersten Preis eines Wettbewerbs ein Diktiergerät. Gene erhält einen Brief von Bradford Collins, dem Vorsitzenden der Brooks Land Corp., und beschließt, eine Versammlung der Rancher in der Bellweather Lodge einzuberufen, um ihre Mieterhöhungen zu besprechen. Auf dem Weg zur Lodge hält Gene an, um Shelly Brooks beim Wechseln eines platten Reifens zu helfen. Shelly erklärt, dass ihr Bruder Waldo Eigentümer der Firma ist. Die Rancher besuchen den Anwalt Thaddeus Bellweather, aber da er zum örtlichen See aufbricht, können sie nicht mit ihm sprechen. 
Die Vorstandsmitglieder Bradford Collins und William Schooler informieren den bettlägerigen Waldo, dass sein Unternehmen ein Defizit von über einer Million Dollar hat. Nachdem die Vorstandsmitglieder gegangen sind, sagt Waldo, er wisse nichts von den Mieterhöhungen, und beschließt, Gene eine Vollmacht zu erteilen, da er auch einen Urlaub am See brauche. In der Zwischenzeit trifft sich der Vorstand, um Waldos Austritt zu besprechen. Als Gene seine Vollmacht vorlegt, sind sie verpflichtet, ihn zur Sitzung zuzulassen. Der Vorstand beschließt, jeder 50.000 Dollar beizusteuern, um das Unternehmen am Laufen zu halten und Gene 30 Tage Zeit zu geben, um seinen Anteil des Geldes aufzutreiben. Gene erklärt Shelly, dass er gezwungen sein wird, ihre Pferde zu versteigern, um etwas Geld aufzutreiben. Er sammelt 28.000 Dollar ein und beschließt, ein Rodeo zu organisieren, um den Rest aufzutreiben. In der Zwischenzeit verhaftet ein Polizist einen Taschendieb namens Dippy, aber anstatt Anklage zu erheben, beschließt Collins, Dippy einzustellen. Später informiert Mr. Stimpson, ein Beamter des Jugendamtes, Gene, dass Waldos junge Schwester Robin die Zustimmung ihres Vormunds benötigt, bevor sie am Rodeo teilnehmen kann. Robin wird gesagt, dass sie nicht teilnehmen kann, aber sie versteckt sich in einem der Wagen, die zum Rodeo fahren. 
An diesem Abend, als Gene und seine Männer ihr Lager aufschlagen, gerät der Wagen, in dem Robin sich versteckt, plötzlich außer Kontrolle und stürzt von einer flachen Klippe. Gene springt in den Fluss und rettet Robin vor dem Ertrinken. Beim Rodeo stiehlt Dippy Genes Brieftasche und ersetzt seine echte Vollmacht durch eine gefälschte, die Collins ihm gegeben hat. Der Sheriff wird über die Fälschung informiert und verhaftet ihn, nachdem er das Papier in Genes Besitz gefunden hat, und klagt ihn des Mordes an Waldo an. Als Genes Mutter getarnt, besucht Shelly ihn im Gefängnis, wo sie die Handgelenke des Sheriffs mit ihrem Strickgarn zusammenbindet. Nachdem sie Gene aus dem Gefängnis befreit hat, reist er zum See, wo er Waldo findet und darauf besteht, dass er zurückkehrt, damit er ihn von der Mordanklage freisprechen kann. Shelly kehrt in die Stadt zurück, um Collins und Schooler zum See zu bringen und ihnen zu sagen, dass Waldo tot ist. Sie gehen zu Waldos Hütte in der Nähe des Sees, wo Waldo vorgibt, tot zu sein. Gene und seine Männer lassen Collins und Schooler allein im Zimmer, während sie nach draußen gehen, um über den Lautsprecher, den sie angeschlossen haben, zuzuhören. Während Gene ihr Gespräch mit dem Diktiergerät aufzeichnet, hört der Sheriff, wie die Männer sich verschwören, Waldos Firma zu übernehmen, und verhaftet sie beide. Zurück in der Stadt verkündet Gene, dass Collins und Schooler ins Gefängnis gebracht wurden.

## Hintergrund
Gedreht wurde der Film Ende Februar bis Mitte März 1947.
Helen Hansard und John McCarthy Jr. waren für das Szenenbild zuständig, Adele Palmer für die Kostüme. Die Brüder Theodore und Howard Lydecker schufen die Spezialeffekte.

## Musik
Folgende Songs wurden im Film gespielt:
- You Stole My Heart von Stanley Adams und Harry Sosnik
- Which Way They'd Go von Ray Allen und Perry Botkin Sr.
- Amapola von José María Lacalle, englischer Text von Albert Gamse
- I Wish I Never Had Met Sunshine von Gene Autry, Dale Evans und Oakley Haldeman
- The Covered Wagon Rolled Right Along von Britt Wood und Hy Heath

Musikalischer Direktor war Morton Scott.

## Veröffentlichung
Die Premiere des Films fand am 15. Juni 1947 statt. In Österreich kam er am 23. Juni 1950 in die Kinos.